# Pseudonautia saltabunda
Pseudonautia saltabunda är en insektsart som beskrevs av Marius Descamps 1983. Pseudonautia saltabunda ingår i släktet Pseudonautia och familjen Romaleidae. Inga underarter finns listade i Catalogue of Life.